# McArthur River
McArthur River är ett vattendrag i Australien. Det ligger i territoriet Northern Territory, omkring 720 kilometer sydost om territoriets huvudstad Darwin. McArthur River ligger vid sjön King Ash Bay.
Omgivningarna runt McArthur River är i huvudsak ett öppet busklandskap. Trakten runt McArthur River är nära nog obefolkad, med mindre än två invånare per kvadratkilometer. Genomsnittlig årsnederbörd är 1 313 millimeter. Den regnigaste månaden är januari, med i genomsnitt 432 mm nederbörd, och den torraste är augusti, med 1 mm nederbörd.